# Adolfo Bermejo
Rolando Adolfo Bermejo (Maipú, 29 de noviembre de 1960) es un político argentino, técnico en electromecánica y técnico superior en marketing. Actualmente se desempeña como Diputado Nacional por Mendoza.

## Ideología
Bermejo es un católico devoto. Siendo senador nacional, votó en contra de la ley de matrimonio homosexual. Además, se opuso a la legalización del aborto.

## Carrera política
Entre 1983 y 1987 fue concejal del Municipio del Departamento Maipú.
Entre 1987 y 1993 fue funcionario de la Municipalidad de Maipú.
Desde 1993 hasta 1997 trabajó como concejal. Siendo Concejal se hizo cargo de la intendencia de la ciudad de Maipú desde 1997 hasta 1999. Fue intendente de Maipú, elegido por el voto directo de los vecinos en los períodos 1999-2003; 2003-2007 y 2007-2009. Fue elegido Senador Nacional por la provincia de Mendoza, cargo que ocupó hasta el día 10 de diciembre de 2015.
Bermejo pertenece al Partido Justicialista. Fue candidato a gobernador por el Frente para la Victoria en las elecciones que se llevaron a cabo el 21 de junio de 2015. Obtuvo el 39.28% de los votos.

### Cargos partidarios
- Presidente del Consejo Departamental Maipú del Partido Justicialista (2004-2006).[5]
- Presidente del Partido Justicialista de Mendoza (2006-2008).[5]

## Diputado Nacional por Mendoza

### Comisiones
| Comisión                                                     | Cargo |
| ------------------------------------------------------------ | ----- |
| Obras Públicas                                               | Vocal |
| Prevención de Adicciones y Control del Narcotráfico          | Vocal |
| Análisis y Seguimiento de Normas Tributarias y Previsionales | Vocal |
| Asuntos Municipales                                          | Vocal |
| Energía y Combustibles                                       | Vocal |
| Transportes                                                  | Vocal |

### Proyectos destacados
| 2788-D-2022 | LEY | PROGRAMA BODEGA SEGURA. CREACION. | 06/06/2022 |
| 1271-D-2022 | LEY | INSTITUIR LA FECHA 15 DE NOVIEMBRE COMO "DIA NACIONAL DEL / DE LA RELACIONISTA INTERNACIONAL", EN MEMORIA DEL DOCTOR JUAN CARLOS PUIG.                           | 29/03/2022 |
| 0766-D-2022 | LEY | PROGRAMA ESPECIAL PROCREAR RURAL. CREACION | 14/03/2022 |
| 0146-D-2022 | LEY | IMPUESTOS INTERNOS - LEY 24674 -. MODIFICACION DEL ARTICULO 26, SOBRE AUMENTO DEL GRAVAMEN DE BEBIDAS ANALCOHOLICAS, GASIFICADAS O NO, Y DEMAS BEBIDAS.          | 02/03/2022 |
| 4987-D-2021 | LEY | FORTALECIMIENTO Y RECUPERACION DE LA INDUSTRIA FERROVIARIA ARGENTINA. REGIMEN.                                                                                   | 29/12/2021 |
| 4986-D-2021 | LEY | INCORPORASE A LOS REGIMENES ESPECIALES Y/O DIFERENCIALES JUBILATORIOS A LAS PERSONAS QUE REALIZAN TRABAJOS EN ALTURA EN EMPRESAS DE REDES DE TELECOMUNICACIONES. | 29/12/2021 |

## Senador Nacional por Mendoza (2009-2015)

#### Funciones
- Presidente de la Comisión de Infraestructura, Vivienda y Transporte - Período 2012-2015.
- Vocal de la Comisión de Defensa Nacional - Período 2012-2014.
- Vocal de la Comisión Bicameral de Reforma del Estado y Seguimiento de las Privatizaciones (Ley 23696) - Período 2012-2015.
- Vocal de la Comisión de Justicia y Asuntos Penales - Período 2012-2015.
- Vocal de la Comisión de Relaciones Exteriores y Culto - Período 2012-2015.
- Vocal de la Comisión de Seguridad Interior y Narcotráfico - Período 2010-2015
- Vocal de la Comisión de Economía Nacional e Inversión - Período 2010-2014
- Vocal de la Comisión de Agricultura, Ganadería y Pesca - Período 2010-2015.
- Vocal de la Comisión Bicameral Parlamentaria conjunta Argentino-Chilena - Período 2010- 2015.
- Vicepresidente de la Comisión de Derechos y Garantías - Período 2010-2011.
- Vocal de la Comisión de Legislación General - Período 2010-2011.
- Vocal de la Comisión para la Seguridad Vial - Período 2010-2011.
- Vocal de la Comisión Asesora Permanente de la Federación Argentina de Municipios (Ley 24.807) - Período 2014-2015.
- Miembro de la Comisión de Asuntos Políticos, Municipales y de la Integración de la Secretaría General del Parlamento Latinoamericano - Período 2010-2013
- Miembro de la Comisión de Laborales, Previsión Social y Asuntos Jurídicos de la Secretaría General del Parlamento Latinoamericano - Período 2014-2015
- Miembro titular y Vicepresidente 2.º Del 9.º Jurado de Enjuiciamiento de los Magistrados.
- Integrante de la Agrupación de Parlamentarios Argentinos de Amistad con la República de Canadá.
- Integrante de la Agrupación de Parlamentarios Argentinos de Amistad con la República de Chile.
- Integrante de la Agrupación de Parlamentarios Argentinos de Amistad con la República Portuguesa.
- Integrante de la Agrupación de Parlamentarios Argentinos de Amistad con la República Federal de Alemania.
- Integrante de la Agrupación de Parlamentarios Argentinos de Amistad con la República Dominicana - Período 2010-2013.
- Integrante de la Agrupación de Parlamentarios Argentinos de Amistad con la República del Perú.

#### Comisiones
| Comisión                                           | Cargo ocupado |
| -------------------------------------------------- | ------------- |
| De Infraestructura, Vivienda y Transporte          | Presidente    |
| De Justicia y Asuntos Penales                      | Vocal         |
| De Seguridad Interior y Narcotráfico               | Vocal         |
| De Agricultura, Ganadería y Pesca                  | Vocal         |
| Parlamentaria Conjunta Argentino-Chilena           | Vocal         |
| Bicameral Permanente Asesora Federal de Municipios | Vocal         |
| Secretaría General del Parlamento Latinoamericano  | Miembro       |

#### Proyectos destacados
- Proyecto de Modificación del Régimen de Adopción[5]

## Publicaciones
- Bermejo, Adolfo; y Bianchi, Rosa Gladys: Lo dijeron las urnas, sesenta años de logros peronistas en Maipú (1947-2007).[5]